# Trolejbusy w Bielefeld
Trolejbusy w Bielefeld – zlikwidowany system transportu trolejbusowego w Bielefeld, w Nadrenii Północnej-Westfalii, w Niemczech. Funkcjonował od 1944 r. do 1968 r. Kursowały dwie linie trolejbusowe (nr 4 i 14), operatorem systemu było przedsiębiorstwo Stadtwerke Bielefeld.

## Historia
Trolejbusy w Bielefeld uruchomiono 27 maja 1944 r. na trasie łączącej ratusz z Wellensiek. 8 listopada 1968 r. trolejbusy po raz ostatni wyjechały na ulice miasta.